# مرجع ملی کنوانسیون حقوق کودک
مرجع ملی کنوانسیون حقوق کودک نهادی است که در وزارت دادگستری مسئولیت امور مربوط به اجرای مفاد کنوانسیون و وظیفه نظارت و تنظیم و ارسال گزارش ادواری آن را بر عهده دارد.

## تاریخچه
در سال ۱۳۷۲ با تصویب مجلس شورای اسلامی جمهوری اسلامی ایران به کنوانسیون حقوق کودک ملحق شد؛ و بریا پیگیری موضوعات مربوط به حقوق کودک و گزارش‌ها و موارد مربوطه ستادی در وزارت خارجه این موضوع را تا سال ۱۳۸۸ بر عهده داشت وزارت خارجه به عنوان مرجع ملی عمل می‌کرد.
در سال ۱۳۸۸ با تصویب دولت، وزارت دادگستری به عنوان مرجع ملی کنوانسیون حقوق کودک فعالیت خود را آغاز کرد. و بعد از آن کلیه امور مربوط به کنوانسیون حقوق کودک در اختیار این نهاد قرار گرفت.

## ساختار
مرجع ملی متشکل از یک شورای هماهنگی است که ریاست آن با وزیر دادگستری بوده و مسئولیت هماهنگی شورای و پیگیری مصوبات آن با دبیر مرجع ملی می‌باشد.

## وظایف و اختیارات
- تدوین طرح‌ها و برنامه‌های ارتقای حقوق کودک و احترام به شخصیت وی
- پایش و ارزیابی رعایت حقوق کودک در سطح ملی
- ارائهٔ نظرات مشورتی در زمینهٔ قوانین، مقررات، رویه‌ها و برنامه‌های مرتبط با حقوق کودک به دستگاه‌های دولتی و موسسات و تشکیلات غیردولتی
- پیشنهاد اصلاح قوانین و مقررات موجود و تهیهٔ پیش‌نویس لوایح قانونی برای ارائه به شورای هماهنگی
- تهیه گزارش ملی حقوق کودک با همکاری و مشارکت سایر نهادها و دستگاه‌های ذی‌ربط داخلی با رعایت قوانین و مقررات مربوط پس از تصویب شورای هماهنگی[۴]

## دبیران
1. مظفر الوندی[۵]
2. محمود عباسی[۶]
3. سید علی کاظمی

## شعب
علاوه بر تهران مرجع ملی در شهرهای همدان، سمنان، تبریز زیر نظر دفاتر بانوان و خانواده استانداری‌ها تشکیل شده‌است.